# Tococa rotundifolia
Tococa rotundifolia är en tvåhjärtbladig växtart som först beskrevs av José Jéronimo Triana, och fick sitt nu gällande namn av John Julius Wurdack. Tococa rotundifolia ingår i släktet Tococa och familjen Melastomataceae. Inga underarter finns listade i Catalogue of Life.